# Enhydris jagorii
Enhydris jagorii är en ormart som beskrevs av Peters 1863. Enhydris jagorii ingår i släktet Enhydris och familjen snokar. Inga underarter finns listade i Catalogue of Life.
Det enda bekräftade utbredningsområde är slättlandet i norra Thailand. Några exemplar såldes på marknader i Bangkok och därför antas att arten även lever i deltat av floden Chao Phraya. För en individ från Kambodja är oklart om den tillhör arten. Enhydris jagorii lever nära vattendrag samt i träskmarker och risodlingar. Honor lägger antagligen inga ägg utan föder levande ungar.
Torrläggning av våtmarker är ett hot mot beståndet. I norra Thailand är arten vanligt förekommande. Allmänt är populationens storlek okänd. IUCN kategoriserar arten globalt som otillräckligt studerad.